# Šafařík (månkrater)
För andra betydelser, se Šafařík.
Šafařík är en nedslagskrater på månens baksida. Šafařík har fått sitt namn efter den tjeckiska kemisten Vojtěch Šafařík.
Kratern har en diameter på ungefär 31 km.

## Satellitkratrar
| Šafařík | Latitud | Longitud | Diameter |
| ------- | ------- | -------- | -------- |
| A       | 12.6° N | 177.2° Ö | 19 km    |
| H       | 9.7° N  | 179.3° Ö | 16 km    |
| S       | 10.0° N | 174.4° Ö | 14 km    |